# Cobalt(II) cyanat
Cobalt(II) cyanat là một hợp chất hóa học vô cơ có công thức Co(OCN)2. Hợp chất này tồn tại dưới trạng thái là các tinh thể màu oải hương nhạt, tan trong nước, không bền với nhiệt (phân hủy ở 80 °C (176 °F; 353 K)).

## Điều chế
Cobalt(II) cyanat có thể được điều chế bằng cách cho cobalt(II) oxit hoặc cobalt(II) hydroxide tác dụng với acid cyanic ở điều kiện bình thường:
CoO + 2HOCN → Co(OCN)2 + H2O

## Tính chất
Cobalt(II) cyanat có đầy đủ tính chất hóa học của muối.

## Muối kiềm
Cobalt(II) cyanat có thể phản ứng với nước ở nhiệt độ cao để tạo ra các loại muối kiềm, có công thức tổng quát là Co(OH)x(OCN)2 – x. Các muối với x = 0,6 (0,6 nước) và x = 0,75 (0,2 nước) đã được biết đến. Chúng đều có màu hồng và không tan trong nước, với khối lượng riêng d = 2,81 g/cm³.

## An toàn
Giống như hầu hết các muối cyanat khác, cobalt(II) cyanat rất độc, mặc dù con người cũng cần có một lượng nhỏ cobalt. Do đó, khi sử dụng hợp chất này (cũng như các muối cyanat khác) phải hết sức thận trọng.

## Hợp chất khác
Co(OCN)2 còn tạo một số hợp chất với N2H4, như Co(OCN)2·2N2H4 là chất rắn màu hồng.